# Canadian North
Canadian North è una compagnia aerea regionale interamente di proprietà degli indigeni Inuit con sede a Kanata, Ontario, Canada. Opera servizi passeggeri di linea per le comunità dei Territori del Nord-Ovest, Nunavik e Nunavut. Destinazioni più a Sud includono Edmonton, Montreal e Ottawa.

## Storia
La società, ex divisione d Canadian Airlines, è stata fondata nel stettembre 1989 concentrarsi sulle esigenze di trasporto delle comunità settentrionali della nazione. Nel settembre 1998 l'azienda è stata acquistata da Norterra, una holding interamente di proprietà degli aborigeni nordici, la cui proprietà fu divisa equamente tra la Inuvialuit Development Corporation, che rappresentava il popolo Inuvialuit dell'Artico occidentale e Nunasi Corporation, in rappresentanza degli Inuit di Nunavut.
Fino al 2003 la compagnia aerea ha utilizzato tre diversi schemi di livrea, successivamente è stato introdotto un nuovo logo che mostrava tre simboli distintivi del Nord: l'orso polare, il sole di mezzanotte e l'aurora boreale. 
Nel giugno 2007 il vettore aereo ha iniziato a servire le comunità Kitikmeot di Gjoa Haven, Taloyoak, Kugaaruk e Kugluktuk mentre nell'aprile 2008, sono iniziati i voli verso sette comunità nella regione di Qikiqtaaluk.
Il 1º aprile 2014, Inuvialuit Development Corporation ha acquistato la quota del 50% di NorTerra detenuta dai Nunasi consentendo di ottenere il controllo completo della Canadian North. L'11 aprile dello stesso anno Norterra e Makivik Corporation, proprietari di First Air, hanno annunciato di essere in trattative per unire le due compagnie aeree ma senza buon esito. Nell'ottobre 2014 è stato annunciato che la fusione non sarebbe andata a buon fine ma Canadian North avrebbe comunque utilizzato il code sharing su alcuni voli con First Air fino al 16 maggio 2017. Il 23 febbraio 2017, la Inuvialuit Development Corporation (IDC) ha annunciato che erano stati conclusi accordi per trasferire la proprietà della Canadian North direttamente alla Inuvialuit Development Corporation.
Il 28 settembre 2018, Makivik Corporation e Inuvialuit Corporate Group hanno firmato un accordo definitivo per fondere Canadian North e First Air con l'obiettivo di utilizzare la livrea di First Air ed i codici di volo di Canadian North.
Il 1º novembre 2019, First Air (costola di Bradley Air Services) e Canadian North hanno completato la fusione combinando le rispettive attività in un tutto unico sotto la discutibile denominazione commerciale "Air Norterra".

## Flotta

### Flotta attuale

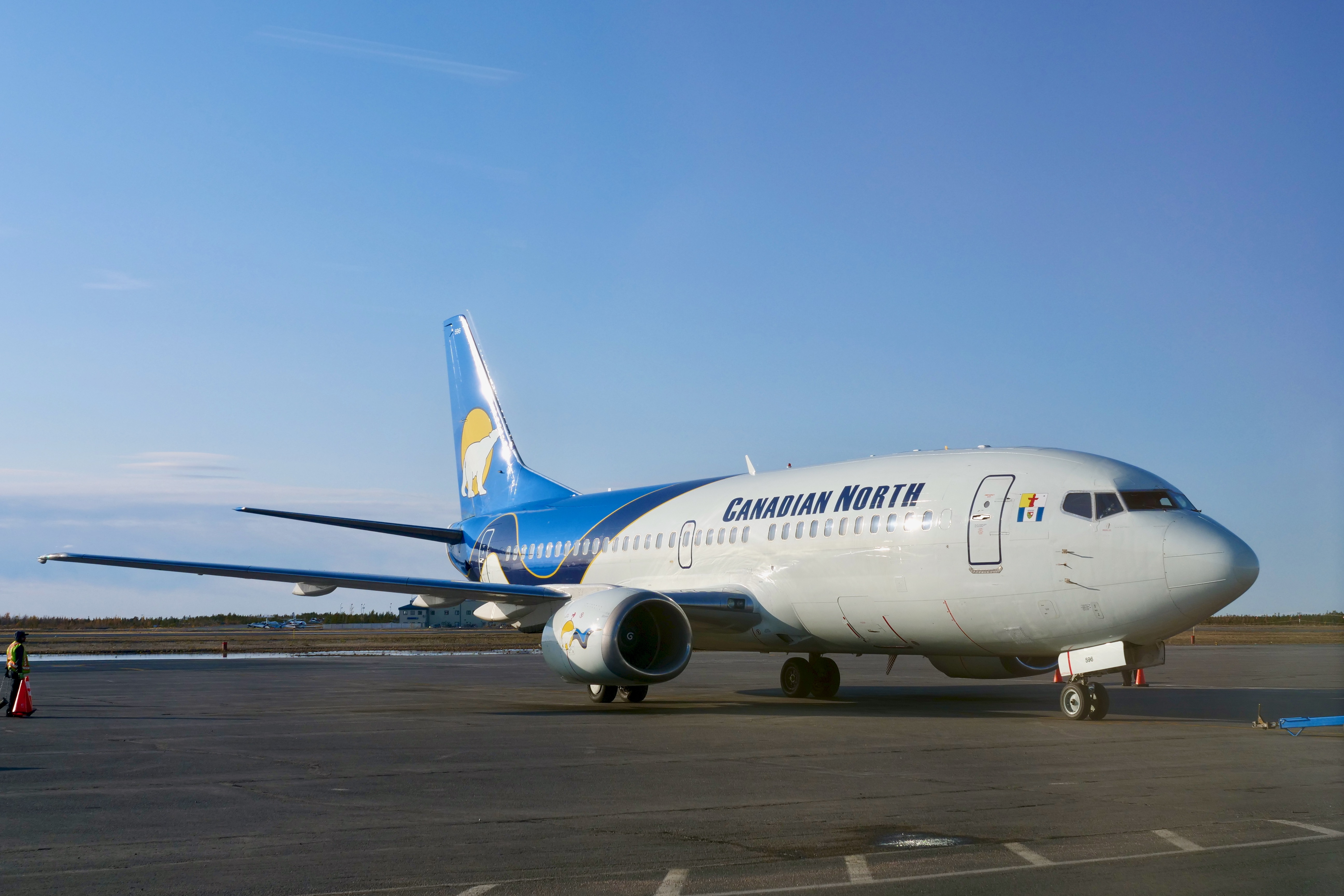
Un Boeing 737-300 di Canadian North.

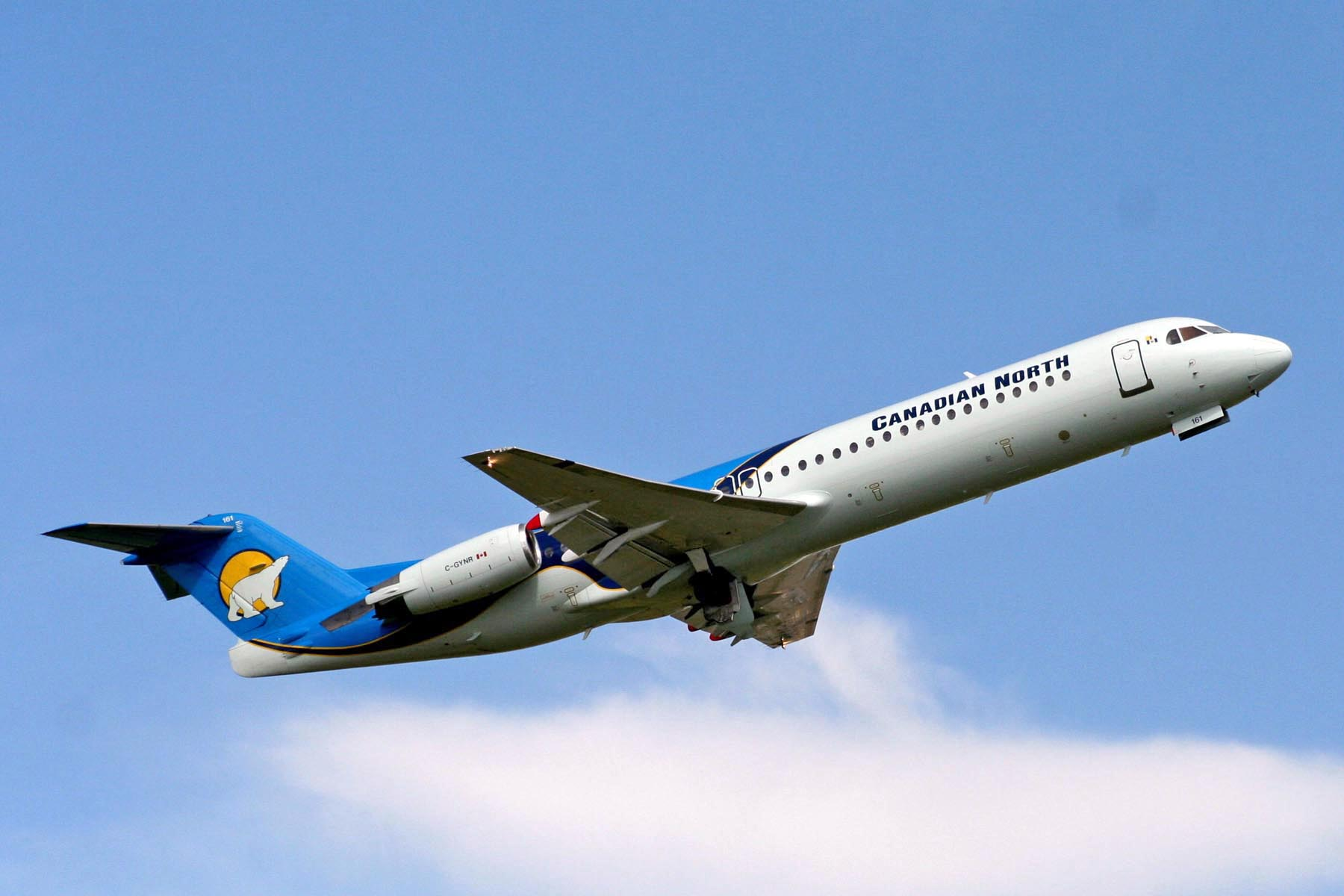
Un Fokker F100 di Canadian North.

A maggio 2023 la flotta di Canadian North è così composta:

### Flotta storica
Nel corso degli anni Canadian North ha operato con i seguenti modelli di aeromobili:
- Boeing 737-200C
- British Aerospace Avro RJ85
- Fokker F28
- Fokker F100
- De Havilland DHC 8